# Prestwick, England
Prestwick är en ort i civil parish Ponteland, i grevskapet Northumberland i England. Orten är belägen 13 km från Morpeth. Prestwick var en civil parish 1866–1955 när det uppgick i Ponteland. Civil parish hade 283 invånare år 1951.